# 17. april
17. april je 107. dan leta (108. v prestopnih letih) v gregorijanskem koledarju. Ostaja še 258 dni.

## Dogodki
- 1895 – s sporazumom v Šimonosekiju se konča prva kitajsko-japonska vojna; Kitajska prizna neodvisnost Koreje ter Japonski prepusti Tajvan, Pescadore in Liaotung
- 1937 – na Čebinah nad Zagorjem ustanovljena Komunistična partija Slovenije
- 1941:
  - Kraljevina Jugoslavija kapitulira
  - Sergej Mašera in Milan Spasić v Boki Kotorski razstrelita in potopita rušilec Zagreb
- 1961 – neuspešna invazija kubanskih emigrantov in CIE v Prašičjem zalivu
- 2010 – več kot 200.000 prostovoljcev se udeleži največje čistile akcije v Sloveniji, Očistimo Slovenijo v enem dnevu!

## Rojstva
- 1277 – Mihael IX. Paleolog, bizantinski cesar († 1320)
- 1313 – Konstantin V., kralj Kilikijske Armenije († 1362)
- 1598 – Giovanni Battista Riccioli, italijanski astronom, geograf († 1671)
- 1837 – John Pierpont Morgan, ameriški bankir († 1913)
- 1863 – Augustus Edward Hough Love, angleški geofizik, matematik († 1940)
- 1881
  - Rudolf Badjura, slovenski planinec, pisec († 1963)
  - Anton Wildgans, avstrijski pesnik, dramatik († 1932)
- 1882 – Artur Schnabel, avstrijski pianist († 1951)
- 1885 – Karen Blixen - Isak Dinesen, danska pisateljica († 1962)
- 1894 – Nikita Sergejevič Hruščov, ruski politik († 1971)
- 1919 – Mihael Gunzek, slovenski klarinetist in pedagog
- 1972 – Jennifer Anne Garner, ameriška filmska, gledališka in televizijska igralka
- 1979 – Tomaž Petrovič, slovenski nogometni trener
- 1979 – Marija Šestak, slovenska atletinja
- 1980 – Matej Avbelj, slovenski pravnik

## Smrti
- 485 – Prokl, grški filozof, matematik (* 411)
- 744 – al-Valid II., enajsti kalif Omajadskega kalifata (* 709)
- 818 – Bernard Langobardski, kralj Italije (* 797)
- 1080 – Harald III. Hen, danski kralj (* 1041)
- 1111 – Robert iz Molesmeja, svetnik, opat in eden od ustanoviteljev reda cistercijanov (* 1029)
- 1298 – Arni Thorlaksson, islandski škof (* 1237)
- 1321 – Branka Portugalska, princesa, redovnica (* 1259)
- 1344 – Konstantin II. Armenski, latinski kralj Kilikijske Armenije
- 1515 – Mengli I. Geraj, kan Krimskega kanata (* 1445)
- 1574 – Joachim Camerarius, nemški učenjak (* 1500)
- 1696 – Marie de Rabutin-Chantal de Sévigné, francoska pisateljica (* 1626)
- 1790 – Benjamin Franklin, ameriški fizik, pisatelj, državnik (* 1706)
- 1825 – Johann Heinrich Füssli - Henry Fuseli, švicarsko-britanski slikar (* 1741)
- 1886 – Martin Hočevar, slovenski poslovnež, mecen in politik, (* 1810)
- 1948 – baron Kantaro Suzuki, japonski predsednik vlade (* 1868)
- 1975 – Sarvepalli Radhakrishnan, indijski filozof in državnik (* 1888)
- 2014 – Gabriel García Márquez,  kolumbijski pisatelj, novinar, publicist in politični aktivist, nobelovec (* 1927)